# Drskovče
Drskovče – wieś w Słowenii, gmina Pivka. 1 stycznia 2017 liczyła 100 mieszkańców.